# Bathypterois insularum
Bathypterois insularum är en fiskart som beskrevs av Alcock 1892. Bathypterois insularum ingår i släktet Bathypterois och familjen Ipnopidae. Inga underarter finns listade.